# Kojice (przystanek kolejowy)
Kojice – przystanek kolejowy w Kojicach, w kraju pardubickim, w Czechach. Znajduje się na wysokości 210 m n.p.m.
Na przystanku nie ma możliwość zakupu biletów, a obsługa podróżnych odbywa się w pociągu.

## Linie kolejowe
- 010 Kolín - Česká Třebová